# Оунэ (посёлок при станции)
Оунэ, Станции Оунэ — посёлок при одноимённой станции в Ванинском районе Хабаровского края России. Входит в состав Высокогорненского городского поселения.

## География
Расположен в юго-восточной части края, в горной местности хребта Сихотэ-Алинь, у реки Верхние Удоми.

## Топоним
Название происходит от оронима Оунэ.
- Оунэ — вершина 648 м в северной части горной системы Сихотэ-Алинь, координаты 50°13’N 138°51', карта M-54-062.

## История
Населённый пункт появился при строительстве железной дороги на линии Комсомольск-на-Амуре — Советская Гавань. В селении жили семьи тех, кто обслуживал железнодорожную инфраструктуру.
Возле Оунэ, в четырёх километрах восточнее, пересечение железнодорожных путей: левый — прежний вариант пересечения хребта через Кузнецовский перевал с максимальной высотой 706 м; правый — дорога, с Кузнецовским тоннелем, возведенный в 2012 году, длиной 3890 м и наибольшей высотой 580 м.
В 2008 году было начато сооружение нового Кузнецовского тоннеля протяжённостью около 3,9 км идёт в рамках инвестпроекта реконструкции участка Оунэ — Высокогорная.

## Население
| 2002 | 2010 | 2011 | 2012 | 2021 |
| ---- | ---- | ---- | ---- | ---- |
| 25   | ↘16  | →16  | →16  | ↘6   |

### Национальный и гендерный состав
Согласно результатам переписи 2002 года, в национальной структуре населения русские составляли 92 % из 25 чел., из них 13 мужчин, 12 женщин.

## Инфраструктура
Основа экономики — обслуживание путевого хозяйства Дальневосточной железной дороги. Действует железнодорожная станция Оунэ.

## Транспорт
Автомобильный и железнодорожный транспорт.